# Puchar Narodów Oceanii 2016
Turniej finałowy Pucharu Narodów Oceanii 2016 odbył się w dniach od 28 maja do 11 czerwca 2016 roku. Gospodarzem była Papua-Nowa Gwinea. Tytułu broniła reprezentacja Tahiti. Zwycięzca turnieju awansował automatycznie do Pucharu Konfederacji, który odbędzie się w 2017 roku w Rosji. Turniej ten jest 2. rundą kwalifikacyjną eliminacji do MŚ 2018 w Rosji strefy OFC. 6 najlepszych zespołów z końcowej klasyfikacji (po 3 z każdej grupy) awansowało do 3. rundy eliminacji do MŚ 2018 oraz - jednocześnie - 4 najlepsze zespoły (po 2 z każdej grupy) awansowały do fazy półfinałowej turnieju Pucharu Narodów Oceanii. 3. runda eliminacji do Mistrzostw Świata odbywa się w systemie grupowym (2 grupy po 3 zespoły). Ich zwycięzcy grają między sobą baraż o prawo w gry w barażach interkontynentalnych. Zwycięzca Pucharu Narodów Oceanii nie będzie brał udziału w barażach interkontynentalnych do Mundialu w Brazylii, chyba że wywalczy sobie to prawo w 3. rundzie eliminacji do MŚ.

## Wybór gospodarza
Tahiti, Fidżi, Papua-Nowa Gwinea oraz Nowa Zelandia aspirowały do organizacji tych rozgrywek. 16 października 2015, prezydent OFC David Chung poinformował, że Papua-Nowa Gwinea jako jedyna spełnia wymagania do organizacji tego turnieju, by sama federacja ogłosiła ich gospodarzami 30 października 2015 roku.

## Eliminacje
W pierwszej fazie eliminacji brały udział 4 zespoły, które grały ze sobą systemem każdy z każdym. Do turnieju finałowego awansowała najlepsza reprezentacja (Samoa). Sześć najwyżej sklasyfikowanych drużyn w rankingu FIFA otrzymało automatyczną kwalifikację do turnieju.

## System rozgrywek
Turniej został podzielony na dwie następujące części:
- Faza grupowa: Osiem drużyn zostało podzielonych na dwie grupy. Do fazy pucharowej awansują po dwa najlepsze zespoły z każdej grupy. Ponadto trzy najlepsze zespoły z każdej z grup awansują do trzeciej rundy eliminacji MŚ 2018.
- Faza pucharowa: W tej rundzie rozgrywki toczyć się będą systemem pucharowym. Zwycięzca zagra w Pucharze Konfederacji w 2017 roku.

## Stadiony
| Port Moresby           | Port Moresby |
| ---------------------- | ------------ |
| Sir John Guise Stadium |              |

## Uczestnicy
| Drużyna           | Grupa kwalifikacyjna | Liczba występów do tej pory | Najlepszy wynik                     | Ostatni występ |
| ----------------- | -------------------- | --------------------------- | ----------------------------------- | -------------- |
| Papua-Nowa Gwinea | gospodarz            | 3                           | Faza grupowa (1980, 2002, 2012)     | 2012           |
| Fidżi             | automatycznie        | 7                           | III miejsce (1998, 2012)            | 2012           |
| Nowa Kaledonia    | automatycznie        | 5                           | II miejsce (2008, 2012)             | 2012           |
| Nowa Zelandia     | automatycznie        | 9                           | Zwycięstwo (1973, 1998, 2002, 2008) | 2012           |
| Wyspy Salomona    | automatycznie        | 6                           | II miejsce (2004)                   | 2012           |
| Tahiti            | automatycznie        | 8                           | Zwycięstwo (2012)                   | 2012           |
| Vanuatu           | automatycznie        | 8                           | IV miejsce (1973, 2000, 2002, 2008) | 2012           |
| Samoa             | zwycięzca eliminacji | 1                           | Faza grupowa (2012)                 | 2012           |

## Losowanie grup
Losowanie Pucharu Narodów Oceanii 2016 odbyło się w ramach losowania kwalifikacji do MŚ 2018. Zostało przeprowadzone 25 czerwca 2015 roku o godzinie 17:00 czasu środkowoeuropejskiego w Sankt Petersburgu.

### Koszyki
Przed ceremonią losowania ustalono koszyki na podstawie rankingu FIFA z czerwca 2015.
| Koszyk 1                                                                           | Koszyk 2                                                                                     |
| ---------------------------------------------------------------------------------- | -------------------------------------------------------------------------------------------- |
| - Nowa Zelandia (136) - Nowa Kaledonia (167) - Tahiti (188) - Wyspy Salomona (191) | - Vanuatu (197) - Fidżi (199) - Papua-Nowa Gwinea (202) - Samoa (198) (zwycięzca eliminacji) |

- Międzynarodowa Federacja Piłki Nożnej udostępniła także zasady losowania[5].

## Runda druga - Turniej Finałowy Pucharu Narodów Oceanii

### Faza grupowa
O kolejności zespołów w grupach decydują kolejno kryteria ustalone przez FIFA:
1. Liczba zdobytych punktów;
2. Bilans bramek;
3. Liczba strzelonych goli;

Gdy dwa zespoły lub więcej są równe na podstawie powyższych trzech kryteriów to o kolejności decyduje:
1. Liczba punktów zdobytych przez drużyny w bezpośrednich meczach rozegranych między nimi;
2. Bilans bramek drużyn z uwzględnieniem meczów, które rozegrały one między sobą;
3. Liczba zdobytych bramek przez drużyny w spotkaniach między zainteresowanymi zespołami;
4. Play-off o awans (po zatwierdzeniu przez Komitet Organizacyjny FIFA);

Legenda:
- Lp. - pozycja;
- M - liczba rozegranych meczów;
- W - mecze wygrane;
- R - mecze zremisowane;
- P - mecze przegrane;
- Br+ - bramki zdobyte;
- Br- - bramki stracone;
- +/- - bilans bramek;
- Pkt - punkty

| Awans do półfinału     |
| Odpadnięcie z turnieju |

#### Grupa A
| Lp. | Drużyna           | M | Z | R | P | Br+ | Br- | +/- | Pkt |
| --- | ----------------- | - | - | - | - | --- | --- | --- | --- |
| 1.  | Papua-Nowa Gwinea | 3 | 1 | 2 | 0 | 11  | 3   | +8  | 5   |
| 2.  | Nowa Kaledonia    | 3 | 1 | 2 | 0 | 9   | 2   | +7  | 5   |
| 3.  | Tahiti            | 3 | 1 | 2 | 0 | 7   | 3   | +4  | 5   |
| 4.  | Samoa             | 3 | 0 | 0 | 3 | 0   | 19  | -19 | 0   |

| 29 maja 2016 08:00 CEST | Papua-Nowa Gwinea · Semmy 41' | 1:1(1:0)Raport | Nowa Kaledonia · Saïko 83' | Sir John Guise Stadium, Port Moresby Widzów: 4 231 Sędzia: Matthew Conger |
|                         |                               |                |                            |                                                                           |

| 29 maja 2016 11:00 CEST | Tahiti · T. Tehau 2', 6' · Chong Hue 15' · A. Tehau 39' | 4:0(4:0)Raport | Samoa | Sir John Guise Stadium, Port Moresby Widzów: 4 720 Sędzia: Ravitesh Behari |
|                         |                                                         |                |       |                                                                            |

| 1 czerwca 2016 08:00 CEST | Papua-Nowa Gwinea · Gunemba 45+1', 64' | 2:2(1:0)Raport | Tahiti · A. Tehau 66' · T. Tehau 76' | Sir John Guise Stadium, Port Moresby Widzów: 1 643 Sędzia: Nick Waldron |
|                           |                                        |                |                                      |                                                                         |

| 1 czerwca 2016 11:00 CEST | Nowa Kaledonia · Kayara 19', 30' · Nemia 28' · Zeoula 38' (k) · Wadriako 53' · Cexome 79' · Dahite 89' (k) | 7:0(4:0)Raport | Samoa | Sir John Guise Stadium, Port Moresby Widzów: 2 015 Sędzia: Robinson Banga |
|                           | |                |       |                                                                           |

| 5 czerwca 2016 08:00 CEST | Papua-Nowa Gwinea · Foster 13', 51' · Gunemba 33', 62', 85' · Dabinyaba 58', 74' · Upaiga 67' | 8:0(2:0)Raport | Samoa | Sir John Guise Stadium, Port Moresby Widzów: 2 678 Sędzia: Joel Hopkken |
|                           |                                                                                               |                |       |                                                                         |

| 5 czerwca 2016 11:00 CEST | Tahiti · T. Tehau 90+2' | 1:1(0:0)Raport | Nowa Kaledonia · Kaï 80' | Sir John Guise Stadium, Port Moresby Widzów: 3 158 Sędzia: Nick Waldron |
|                           |                         |                |                          |                                                                         |

#### Grupa B
| Lp. | Drużyna        | M | Z | R | P | Br+ | Br- | +/- | Pkt |
| --- | -------------- | - | - | - | - | --- | --- | --- | --- |
| 1.  | Nowa Zelandia  | 3 | 3 | 0 | 0 | 9   | 1   | +8  | 9   |
| 2.  | Wyspy Salomona | 3 | 1 | 0 | 2 | 1   | 2   | -1  | 3   |
| 3.  | Fidżi          | 3 | 1 | 0 | 2 | 4   | 6   | -2  | 3   |
| 4.  | Vanuatu        | 3 | 1 | 0 | 2 | 3   | 8   | -5  | 3   |

| 28 maja 2016 08:00 CEST | Nowa Zelandia · Tzimopoulos 16' · Fallon 41' · Wood 61' (k) | 3:1(2:1)Raport | Fidżi · Krishna 45+2' (k) | Sir John Guise Stadium, Port Moresby Widzów: 500 Sędzia: Norbert Huata |
|                         |                                                             |                |                           |                                                                        |

| 28 maja 2016 11:00 CEST | Vanuatu | 0:1(0:1)Raport | Wyspy Salomona · Donga 19' | Sir John Guise Stadium, Port Moresby Widzów: 1 611 Sędzia: Médéric Lacour |
|                         |         |                |                            |                                                                           |

| 31 maja 2016 08:00 CEST | Vanuatu | 0:5(0:5)Raport | Nowa Zelandia · Wood 4', 5' · McGlinchey 9' · Fallon 19' · Barbarouses 45' | Sir John Guise Stadium, Port Moresby Widzów: 520 Sędzia: Amos Anio |
|                         |         |                |                                                                            |                                                                    |

| 31 maja 2016 11:00 CEST | Wyspy Salomona | 0:1(0:0)Raport | Fidżi · Krishna 85' (k) | Sir John Guise Stadium, Port Moresby Widzów: 798 Sędzia: Kader Zitouni |
|                         |                |                |                         |                                                                        |

| 4 czerwca 2016 08:00 CEST | Fidżi · Kautoga 51' · Krishna 69' | 2:3(0:2)Raport | Vanuatu · Fred 19' · Masauvakalo 41' · B. Kaltack 74' (k) | Sir John Guise Stadium, Port Moresby Widzów: 900 Sędzia: Kader Zitouni |
|                           |                                   |                |                                                           |                                                                        |

| 4 czerwca 2016 11:00 CEST | Nowa Zelandia · Adams 80' | 1:0(0:0)Raport | Wyspy Salomona | Sir John Guise Stadium, Port Moresby Widzów: 1 295 Sędzia: Norbert Hauata |
|                           |                           |                |                |                                                                           |

### Faza pucharowa
|  |                   |                   |               |               |       |                   |                   |       |
|  | Półfinał          | Półfinał          | Półfinał      |               |       | Finał             | Finał             | Finał |
|  | Półfinał          | Półfinał          | Półfinał      |               |       | Finał             | Finał             | Finał |
|  | 8 czerwca         |                   |               |               |       |                   |                   |       |
|  |                   |                   |               |               |       |                   |                   |       |
|  | Papua-Nowa Gwinea | Papua-Nowa Gwinea | 2             |               |       |                   |                   |       |
|  | Papua-Nowa Gwinea | Papua-Nowa Gwinea | 2             | 11 czerwca    |       |                   |                   |       |
|  | Wyspy Salomona    | Wyspy Salomona    | 1             |               |       |                   |                   |       |
|  | Wyspy Salomona    | Wyspy Salomona    | 1             |               |       | Papua-Nowa Gwinea | Papua-Nowa Gwinea | 0 (2) |
|  | 8 czerwca         |                   |               |               |       | Papua-Nowa Gwinea | Papua-Nowa Gwinea | 0 (2) |
|  |                   |                   | Nowa Zelandia | Nowa Zelandia | 0 (4) |                   |                   |       |
|  | Nowa Zelandia     | Nowa Zelandia     | Nowa Zelandia | Nowa Zelandia | 0 (4) | 1                 |                   |       |
|  | Nowa Zelandia     | Nowa Zelandia     |               |               |       |                   |                   |       |
|  | Nowa Kaledonia    | Nowa Kaledonia    | 0             |               |       |                   |                   |       |
|  | Nowa Kaledonia    | Nowa Kaledonia    | 0             |               |       |                   |                   |       |

#### Półfinały
| Mecz 13 8 czerwca 2016 08:00 CEST | Nowa Zelandia · Wood 49' | 1:0(0:0)Raport | Nowa Kaledonia | Port Moresby Sędzia: Kader Zitouni |
|                                   |                          |                |                |                                    |

| Mecz 14 8 czerwca 2016 11:30 CEST | Papua-Nowa Gwinea · Foster 38' · Dabinyaba 82' | 2:1(1:1)Raport | Wyspy Salomona · Molea 40' | Port Moresby Sędzia: Matthew Conger |
|                                   |                                                |                |                            |                                     |

#### Finał
| 11 czerwca 2016                              | Nowa Zelandia | 0:0 k. 4:2Raport                  | Papua-Nowa Gwinea | Port Moresby Sędzia: Norbert Hauata |
|                                              |               |                                   |                   |                                     |
|                                              |               | Rzuty karne                       |                   |                                     |
| Fallon · McGlinchey · Dyer · Brockie · Rojas |               | Upaiga · Semmy · Foster · Gunemba |                   |                                     |

## Strzelcy
5 goli
- Raymond Gunemba

4 gole
- Teaonui Tehau
- Chris Wood

3 gole
- Nigel Dabinyaba
- Michael Foster
- Roy Krishna

2 gole
- Rory Fallon
- Roy Kayara
- Alvin Tehau

1 gol
- Luke Adams
- Kosta Barbarouses
- Joerisse Cexome
- Steevy Chong Hue
- Jefferson Dahite
- Jerry Donga
- Dominique Fred
- Bertrand Kaï
- Brian Kaltack
- Samuela Kautoga
- Fenedy Masauvakalo
- Michael McGlinchey
- Judd Molea
- Kevin Nemia
- Jean-Philippe Saïko
- Tommy Semmy
- Themistoklis Tzimopoulos
- Koriak Upaiga
- Jean-Brice Wadriako
- César Zeoula

## Klasyfikacja końcowa
| Miejsce | Reprezentacja     | Uwagi                                 |
| ------- | ----------------- | ------------------------------------- |
| złoto   | Nowa Zelandia     | awans: PK 2017, eliminacje do MŚ 2018 |
| srebro  | Papua-Nowa Gwinea | awans: eliminacje do MŚ 2018          |
| brąz    | Wyspy Salomona    | awans: eliminacje do MŚ 2018          |
| brąz    | Nowa Kaledonia    | awans: eliminacje do MŚ 2018          |
| 5.      | Tahiti            | awans: eliminacje do MŚ 2018          |
| 6.      | Fidżi             | awans: eliminacje do MŚ 2018          |
| 7.      | Vanuatu           | -                                     |
| 8.      | Samoa             | -                                     |